# Massacre de Distomo
O massacre de Distomo (em grego: Σφαγή του Διστόμου; em alemão: Massaker von Distomo ou Distomo-Massaker) foi um crime de guerra nazista perpetrado por membros da Waffen-SS na aldeia de Distomo, Grécia, em 1944, durante a ocupação alemã da Grécia na Segunda Guerra Mundial.

## Antecedentes
A 2ª companhia da 4ª Divisão Waffen-SS Polizei Panzergrendier estava servindo na Grécia em 1944, composta principalmente por adolescentes volksdeutsche (alemães étnicos) da Hungria e Romênia. Era comandada por oficiais zelosos da SS. As pesadas perdas sofridas na Frente Oriental haviam forçado a SS a baixar seus padrões conforme a guerra prosseguia, e muitos dos adolescentes na companhia eram menores de idade, alguns com apenas 14 ou 15 anos. O historiador britânico Mark Mazower descreveu a 2ª Companhia como sendo formada por uma "combinação letal" de adolescentes volksdeutsche mal treinados determinados a provar seu senso de deutschtum (germanidade) com oficiais fanáticos da SS. Isso era especialmente verdadeiro, pois quase todos os adolescentes volksdeutsche húngaros e romenos servindo na divisão não tinham os históricos familiares necessários provando que eram de ascendência alemã pura, e em vez disso tinham apenas declarações escritas vagas de suas associações comunitárias volksdeutsche locais atestando sua ascendência alemã pura. Essas declarações não eram consideradas satisfatórias pela SS, que observou que embora os volksdeutsche servindo na SS fossem alemães em termos de idioma e cultura, suspeitavam que muitos deles tinham sangue húngaro e/ou romeno.
O comandante da divisão, SS-Brigadeführer Fritz Schmedes havia participado como jovem oficial dos Freikorps nos "combates viciosos" na Alta Silésia em 1921 e lutou contra os gregos precisamente da mesma maneira que havia lutado contra os poloneses. O comandante do regimento, SS-Standartenführer Karl Schümers, era um homem ultra-agressivo propenso a métodos "extremamente draconianos", como até mesmo uma avaliação simpática da SS havia colocado, cujo zelo e agressão não haviam sido freados por um ferimento grave na cabeça que ele havia sofrido na Frente Oriental em 1942. O SS-Hauptsturmführer Fritz Lautenbach começou sua carreira na elite 1ª Divisão SS Panzer Leibstandarte SS Adolf Hitler e era conhecido por ser um nazista militante. No entanto, Mazower escreveu que, embora a composição da divisão e seu elenco de comandantes a tornassem mais propensa a cometer atrocidades, o massacre deveria ser posto em contexto, ou seja, operava como parte do Grupo de Exércitos E e as ordens permanentes da Wehrmacht na Grécia eram usar o terror como forma de aterrorizar os gregos para não apoiarem os andartes (guerrilheiros).
A principal força andarte que lutou contra os alemães durante a guerra era o ELAS (Ellinikós Laïkós Apeleftherotikós Stratós – Exército Popular de Libertação Grego), que era o braço militar do EAM (Ethnikó Apeleftherotikó Métopo – Frente de Libertação Nacional), dominado por quadros do KKE (Kommounistikó Kómma Elládas – Partido Comunista da Grécia). Durante toda a guerra contra a União Soviética, a propaganda alemã retratou a guerra como uma luta nobre para proteger a "civilização europeia" do "bolchevismo". Da mesma forma, os oficiais alemães retrataram o Reich como nobremente ocupando a Grécia para protegê-la dos comunistas e apresentaram o EAM como uma força demoníaca. Os andartes, especialmente os do ELAS, foram retratados tanto na Wehrmacht quanto na SS como "selvagens" e "criminosos" que cometiam todo tipo de crime e que precisavam ser caçados sem piedade.
Os britânicos se envolveram em numerosos enganos de inteligência projetados para enganar os alemães fazendo-os pensar que os Aliados desembarcariam na Grécia em um futuro próximo, e como tal o Grupo de Exércitos E foi reforçado para impedir o esperado desembarque aliado nos Bálcãs. Do ponto de vista do General Alexander Löhr, o comandante do Grupo de Exércitos E, os ataques dos andartes, que forçavam seus homens a se espalharem para caçá-los, estavam enfraquecendo suas forças deixando-os expostos e espalhados diante de um esperado desembarque aliado. No entanto, o terreno montanhoso da Grécia garantia que houvesse apenas um número limitado de estradas e ferrovias trazendo suprimentos da Alemanha, e mesmo a destruição de uma única ponte pelos andartes causava grandes problemas de suprimento para as forças alemãs. A operação andarte mais conhecida da guerra, ou seja, a destruição do viaduto de Gorgopotamos na noite de 25 de novembro de 1942, havia causado sérios problemas logísticos aos alemães, pois cortou a principal ferrovia ligando Tessalônica a Atenas. Para proteger suas linhas de suprimento, o Grupo de Exércitos E tinha que eliminar os andartes, mas ao mesmo tempo, as operações de varredura projetadas para eliminar as bandas andarte móveis e levemente armadas forçaram o Grupo de Exércitos E a espalhar sua força de forma dispersa, o que teria sido perigoso se os Aliados tivessem desembarcado na Grécia. Após o fracasso de numerosas operações de varredura projetadas para caçar os andartes ao longo de 1942–1943, Lohr no inverno de 1943–1944 começou a empregar o que Mazower chamou de "massacre indiscriminado de civis" como a melhor maneira de lutar contra os andartes.

## O massacre
Em 10 de junho de 1944, por mais de duas horas, tropas da Waffen-SS da 2ª companhia, batalhão I/7, 4ª Divisão SS Polizei Panzergrenadier sob o comando do SS-Hauptsturmführer Fritz Lautenbach, de 26 anos, foram de porta em porta e massacraram civis gregos como parte de "represálias selvagens" por um ataque de partisans ao comboio da unidade.
Uma dona de casa grega morando em Distomo em um depoimento pós-guerra conhecida apenas como Nitsa N. declarou que na tarde de 10 de junho, ela viu a Waffen-SS entrar na aldeia e eles imediatamente atiraram em todos que viram nas ruas. Ela relatou que um dos SS chutou a porta de sua casa e atirou em seu marido e seus filhos na cozinha. Outros relatos mencionaram que a 2ª companhia se envolveu extensivamente em estupro, saque e mutilação. Uma colegial grega conhecida como Sofia D. relatou que estava com seu pai e irmão trabalhando nos campos fora da aldeia quando viram fumaça subindo para escurecer o céu. Sofia D. relatou que seu pai disse às crianças para ficarem no campo enquanto ele voltava para buscar sua mãe. Ao se afastarem de Distomo, Sofia e seu irmão encontraram homens da Waffen-SS em um caminhão indo em direção à aldeia e ambos foram baleados enquanto tentavam fugir.
Um total de 228 homens, mulheres e crianças foram mortos em Distomo, uma pequena aldeia perto de Delfos. Aproximadamente 40 das vítimas eram crianças e 20 bebês. Segundo sobreviventes, as forças SS "baionetaram bebês em seus berços, esfaquearam mulheres grávidas e decapitaram o padre da aldeia". No entanto, outra fonte ("Life, The First Decade", Time Inc., 1979, p. 138. ) refere-se a "os 1 000 cidadãos massacrados pelos alemães". Uma equipe horrorizada da Cruz Vermelha de Atenas que chegou às ruínas de Distomo alguns dias depois relatou ter visto corpos mutilados pendurados nas árvores ao longo de toda a estrada para Distomo.
Após o massacre, um agente da Polícia Secreta de Campo, Georg Koch, acompanhando as forças alemãs informou às autoridades que, contrário ao relatório oficial de Lautenbach, as tropas alemãs haviam sido atacadas a vários quilômetros de Distomo e não haviam sido atacadas "com morteiros, metralhadoras e rifles da direção de Distomo". Após uma reclamação do regime colaboracionista do Estado Helênico de Ioannis Rallis para Hermann Neubacher do Auswärtiges Amt, uma investigação foi aberta. Como diplomata, Neubacher estava preocupado em manter o governo Rallis cada vez mais instável, cuja autoridade estava desmoronando em 1944. Um inquérito foi convocado. Como Lautenbach estava operando sob o comando do Grupo de Exércitos E no momento do massacre, o inquérito foi conduzido por oficiais da Wehrmacht, não oficiais da SS. Lautenbach admitiu que havia ido além das ordens permanentes, mas o tribunal decidiu a seu favor, sustentando que ele havia sido motivado, não por negligência ou ignorância, mas por um senso de responsabilidade para com seus homens.

## Procedimentos legais
Quatro parentes de vítimas moveram procedimentos legais contra o governo alemão no tribunal de Livadeia, Grécia, exigindo reparações. Em 30 de outubro de 1997, o tribunal decidiu a favor dos requerentes e concedeu danos de 28 milhões de euros. Eventualmente, em maio de 2000, o Supremo Tribunal Civil e Criminal da Grécia confirmou essa decisão. O julgamento, no entanto, não pôde ser executado na Grécia porque, como necessário sob a lei grega, a execução de um julgamento contra um estado soberano está sujeita ao consentimento prévio do Ministro da Justiça, que não foi dado.
Os requerentes levaram o caso ao tribunal na Alemanha, exigindo que os danos mencionados fossem pagos a eles. A alegação foi rejeitada em todos os níveis do tribunal alemão, citando o acordo bilateral de 1961 sobre execução e reconhecimento de julgamentos entre Alemanha e Grécia, e a Seção 328 do Código de Processo Civil Alemão. Ambos exigiam que a Grécia tivesse jurisdição, o que não tem, pois as ações em questão foram atos soberanos de um estado. De acordo com os princípios fundamentais do direito internacional, cada país é imune da jurisdição de outro estado.
Em novembro de 2008, um tribunal italiano decidiu que os requerentes poderiam tomar propriedade alemã na Itália como compensação que foi concedida pelos tribunais gregos. Os requerentes receberam uma villa em Menaggio, perto do Lago Como, que é propriedade de uma organização sem fins lucrativos estatal alemã, como parte da restituição.
Em dezembro de 2008, o governo alemão apresentou uma alegação na Corte Internacional de Justiça em Haia. A alegação alemã era que os tribunais italianos deveriam ter rejeitado o caso sob a lei internacional de imunidade soberana.
Em janeiro de 2011, o Primeiro-Ministro da Grécia, George Papandreou, anunciou que o Governo Grego seria representado na Corte Internacional de Justiça em relação à alegação de reparações por parentes de vítimas. Em seu julgamento final de 2012, o tribunal decidiu que a Itália havia violado a imunidade estatal da Alemanha, e direcionou que o julgamento pelos tribunais italianos fosse retraído. Em 2014, o Tribunal Constitucional Italiano decidiu que a imunidade soberana para crimes como Distomo violava os direitos fundamentais garantidos pela constituição italiana. A imunidade soberana não seria, portanto, mais lei aplicável na Itália para os casos de crimes de guerra em questão. Novas alegações de compensação pelo massacre de Distomo poderiam, portanto, ser trazidas perante tribunais italianos.

## No cinema
A Song for Argyris é um filme documentário de 2006 que detalha a história de vida de Argyris Sfountouris, um sobrevivente do massacre.
O massacre é descrito no documentário experimental de Peter Nestler Von Griechenland (1966).

## Memorial
Um monumento foi construído na década de 1980 fora da cidade para lembrar as vidas perdidas.

## Livros
- Mazower, Mark (1993). Inside Hitler's Greece: The Experience of Occupation, 1941–44. New Haven: Yale University Press. ISBN 0300089236